# Лжебрюлловский портрет
Лжебрюлловский портрет — портрет А. С. Пушкина, написанный, по разным предположениям, в 1827—1837 годах (масло, прессованный картон; 12 × 8,5 см). Справа над плечом выведена подпись «К. Брюллов». Впервые экспонировался в Москве на Пушкинской выставке 1880 года и был воспроизведён в выставочном альбоме как портрет работы К. Брюллова, датой создания указан 1836 год. Позднее возникли сомнения в авторстве Брюллова.

## Описание
Размеры картона почти совпадают с размерами широко известной гравюры Н. Уткина с портрета Пушкина работы О. Кипренского (1827). По колориту он более тёмен, чем живописный портрет 1827 года — в шотландке, наброшенной на плечо поэта, отсутствует красный цвет, не показан и край жилета в вырезе сюртука.

## История
На Пушкинскую выставку 1880 года портрет был предоставлен его владелицей О. Кошелёвой, супругой А. Кошелёва. В 1899 году он был воспроизведён в альбоме Пушкинской выставки уже со знаком вопроса у фамилии Брюллова. Внучка Кошелёвых, О. Ф. Вельяминова, к которой перешёл портрет, считала, что он был куплен случайно. «Лжебрюлловским» портрет был назван в 1914 году пушкинистом Н. Лернером, доказавшим в своей статье, опубликованной в журнале «Старые годы», что у Карла Брюллова было лишь намерение написать портрет поэта, которое он не успел осуществить. Лернер считал портрет «грубой подделкой». В 1930-х годах картон был приобретён Литературным музеем, в 1959 году оттуда передан в Музей А. С. Пушкина.
Впервые на художественные достоинства этой небольшой работы обратил внимание график, иллюстрировавший «Евгения Онегина», Н. Кузьмин.

## Атрибуции

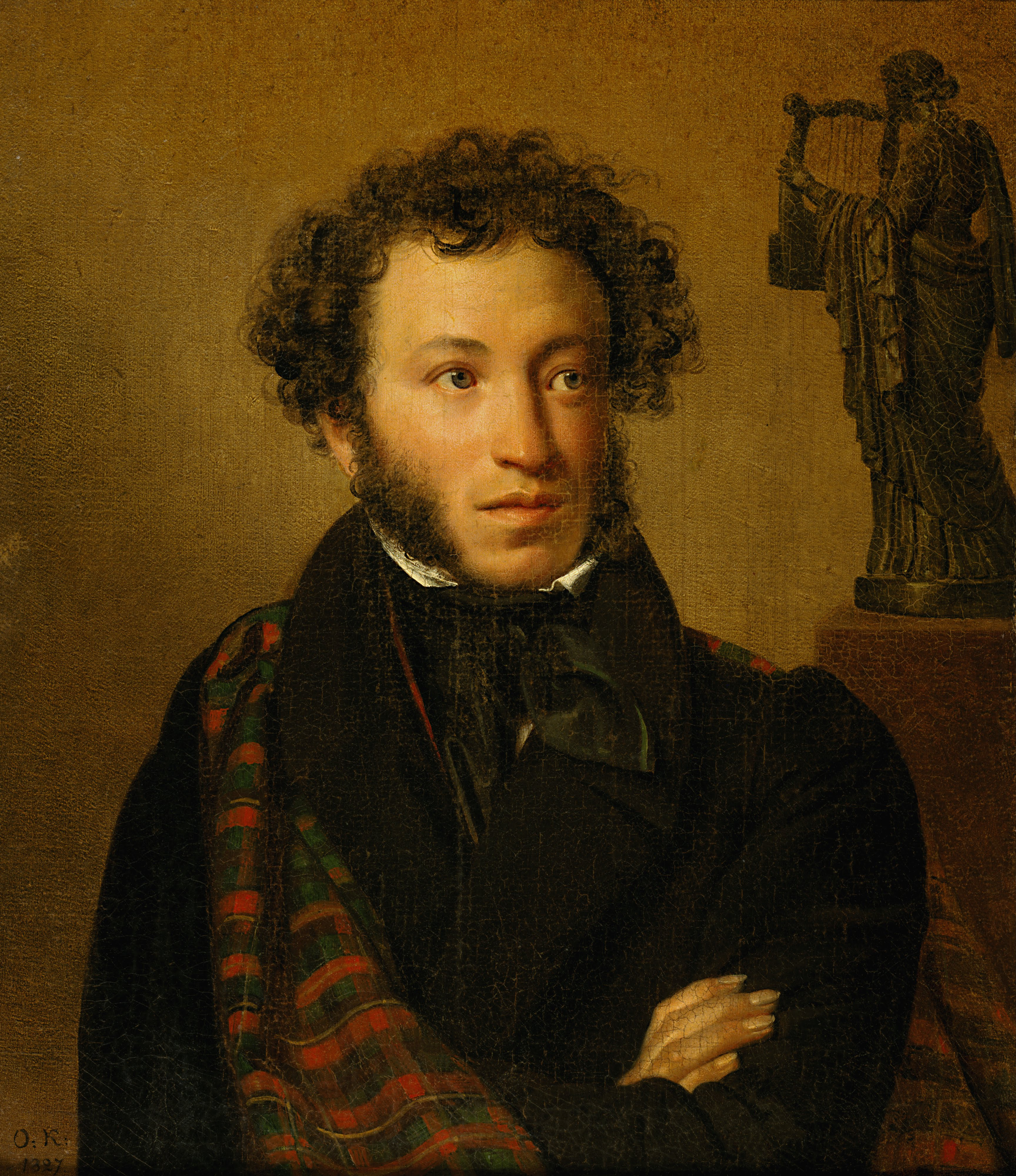
О. Кипренский. Портрет А. С. Пушкина. 1827

Противники версии об авторстве Брюллова исходят из того, что художник живописного портрета Пушкина не создавал (это широко известно) и что он, в случае, если бы всё-таки решил его написать, не стал бы пользоваться как образцом гравюрой Уткина с работы Кипренского.

Искусствовед Е. Павлова, сравнивая портрет с гравюрой Уткина, находит, что с неё скопирован только костюм модели, а лицо написано самостоятельно «и выдаёт руку большого мастера», человека, вероятно, знакомого с Пушкиным. По версии Павловой, портрет был написан Брюлловым. В последний свой визит в Москву в мае 1836 года Пушкин навещал художника, который в то время вернулся из Италии и жил у скульптора И. Витали. Из письма Пушкина жене известно, что ему предлагали вылепить скульптурный портрет, но он отказался. Витали создал бюст поэта уже после его смерти. Как предполагает Павлова, Брюллов также мог уговаривать Пушкина позировать скульптору и, возможно, «дал свою интерпретацию образа „гения Поэзии“». Павлова отмечает одну особенность этого портрета, которая, по её мнению, свидетельствует об авторстве Брюллова, — несмотря на свои небольшие размеры, «он написан не как миниатюра, а как станковое произведение» и не проигрывает, как это было бы с миниатюрой, при сильном увеличении. Подпись же на портрете была поставлена кем-то в память о создании его Брюлловым. В 1976 году исследование картона с помощью макрофотографии в лаборатории Эрмитажа показало, что подпись «К. Брюллов» находится в авторском слое живописи.
По версии М. Ромма, картон написал Кипренский в 1827 году — это этюд к его портрету Пушкина. Подпись же Брюллова была поставлена позднее, возможно при поновлении фона картины, возможно, что первоначально у портрета не было фона.